# Елія Флацилла

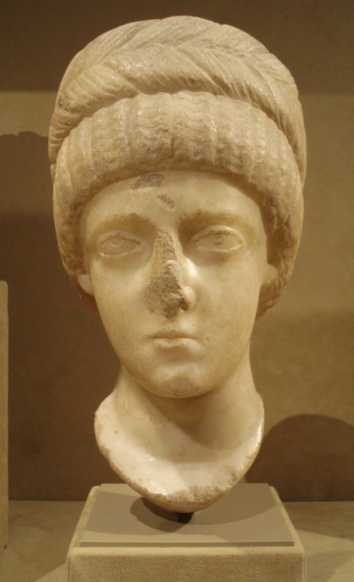

Елія Флавія Флацилла (лат. Aelia Flavia Flacilla, 361 — 385) — дружина римського імператор Феодосія I.

## Життєпис
Народилася у місті Саламанка (Іспанія). Стосовно її батьків відомості різні, але точних немає. За деякими її батьком був Флавій Клавдій Антоній, префект преторія Галлії у 376–377 роках, консул 382 року.
У 376 році Елія Флацилла виходить заміж за Феодосія, майбутнього імператора. В цьому шлюбі народжується троє дітей. За віросповіданням Елія була християнкою. У вірі вона підтримувала свого чоловіка. Також вона із власних коштів давала численні пожертви, багато в чому допомагала нужденним. 379 року вона разом з чоловіком перебувала у Константинополі, де Феодосій став імператором. У 384 році Елія Флацилла отримала титул августи, але вже 14 вересня 385 року вона померла. На її честь було побудовано палац у Константинополі. Також встановлені були статуї у сенаті та міській раді міста Антіохія.

## Родина
Чоловік — Феодосій I, імператор у 379–395 роках.
Діти:
- Аркадій, імператор
- Гонорій, імператор
- Пульхерія, померла в дитинстві